# Morpho incompta
Morpho incompta är en fjärilsart som beskrevs av Talbot 1929. Morpho incompta ingår i släktet Morpho och familjen praktfjärilar. Inga underarter finns listade i Catalogue of Life.